# Garcinia gummi-gutta
A Garcinia gummi-gutta (indiai nevén Malabar tamarind) egy tök alakú, sárga gyümölcsű növény, Délkelet-Ázsiában és Indiában honos, és a Clusiaceae család tagja. Maga a gyümölcs nyersen kimondottan savanyú, az indiai gasztronómia ételízesítésre is használja, curry fűszerkeverék komponenseként.

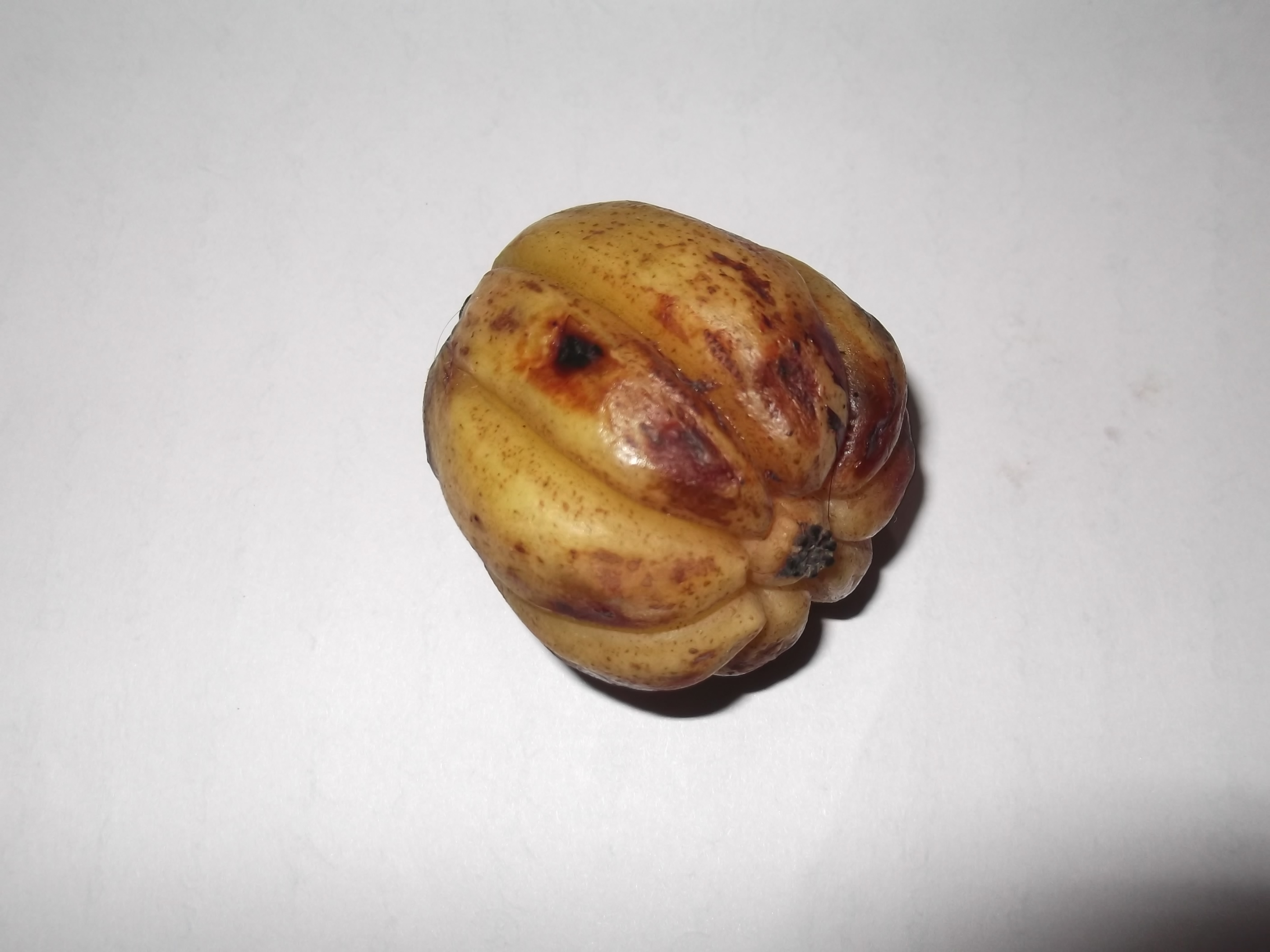
Garcinia cambogia gyümölcse

Az állatgyógyászatban szárított héjából szarvasmarhák szájbetegségének kezelésére készítenek gyógyszert.
A Garcinia gummi-gutta főként a HCA (hidroxi-citromsav) tartalmának köszönheti a hírnevét. Ez az az összetevő, amely ismert zsírégetővé nőtte ki magát. A HCA mellett (amit a növény héjából vonnak ki) számos vegyi anyagot (aminosavak, benzofenonok, xantonok, szerves savak) izoláltak a gyümölcsből.
A HCA zsírégető hatása még további kutatásokat igényel, de a meglévő kutatások szerint enzimfolyamatok gátlásával csökkentheti a zsírok tárolását és magát az étvágyat is.